# Martine Delfos
Martine France Delfos (Eindhoven, 24 juli 1947) is een Nederlandse biopsycholoog, therapeut, docent, onderzoeker, taal- en letterkundige en auteur.

## Leven en werk
Martine Delfos studeerde eind jaren zestig psychologie en begin jaren negentig Franse taal- en letterkunde aan de Universiteit Utrecht. In 1999 promoveerde zij op een psychologisch en letterkundig onderzoek over rouwverwerking bij Franse schrijvers. Delfos is opgeleid als wetenschappelijk onderzoeker klinische psychologie en deed ervaring op in het diagnosticeren en behandelen van kinderen, jeugdigen en volwassenen. Ze werkt als zelfstandig gevestigd psychologe/therapeute, onder andere gespecialiseerd in relatietherapie, autisme, traumaverwerking en eetstoornissen. Vanaf 1994 verzorgt zij ook nascholing en geeft ze regelmatig lezingen.
In 1997 richtte zij het Psychologisch Instituut voor Consultatie, Onderwijs en Wetenschappelijk Onderzoek (PICOWO) op, om daar haar onderzoekswerk vorm te geven.
Op 1 augustus 2008 werd Delfos voor een periode van vier jaar benoemd als lector aan de Hogeschool Edith Stein te Hengelo met als leeropdracht: virtuele ontwikkeling van jeugdigen.
Sinds 2010 is zij als visiting professor verbonden aan de International University of Sarajevo in Bosnië en Herzegovina en vanaf 2011 als visiting professor aan de Universidad Central del Ecuador in Quito, Ecuador. In beide landen zet zij zich in bij het opzetten van de autismehulpverlening.
In 2012 is zij de ambassadeur van Stichting Mama Vita, waar zij zich inzet voor ouders van kinderen met autisme.
Ze gaf de lezing Urge for transgender or low esteem? op het congres Transing Children: Hype, Hope, or Self-Acceptance? van Stichting VoorZij in 2020.

## Theorie en onderzoek

### Sekseverschillen en -overeenkomsten
Delfos' theorie is een uitbreiding van de evolutietheorie, waar de menselijke selectie na de natuurlijke en de seksuele selectie komt. Er bestonden al evolutionaire argumenten voor verschillen tussen mannen en vrouwen; volgens haar zijn er eveneens evolutionaire argumenten voor de overeenkomsten. De sekseverschillen in een interactie van gedrag en hormonen worden door haar in twee modellen ondergebracht: het angstmodel en het psychosomatiekmodel. In het angstmodel beschrijft ze hoe de verschillende seksen op gevaar en stress reageren via angst, agressie en depressie. De psychosomatische aandoeningen als reactie op gevaar en stress, heeft ze ondergebracht in haar psychosomatisch model.

### Autisme
Delfos bracht verschillende theorieën en onderzoeken over autismespectrumstoornissen in een verklarend model onder. Hiernaast heeft ze het socioschema en de MAS1P (the mental age spectrum within 1 person) ontwikkeld. Haar theorie stelt dat er bij autisme sprake is van een atypische ontwikkeling: een vertraging en versnelling van de ontwikkeling tegelijk. Dit staat in tegenstelling tot de gangbare opvattingen van een defect of ontwikkelingsstoornis van een persoon met autisme.

### Virtuele wereld vanuit de ontwikkelingsperspectief
Na haar lectorale werk aan de Hogeschool Edith Stein in Hengelo schreef ze een boek: "In 80 dagen de virtuele wereld rond" waarin ze een nieuw concept ontwikkelde: het virtuele milieu. Hier beschreef ze ook de opvoeding die ouders hun kinderen in dit milieu kunnen geven in tien fasen van geboorte tot volwassenheid.

## Kritiek
Delfos noemt haar werk wetenschappelijk, maar ze publiceerde nauwelijks in peerreviewed wetenschappelijke tijdschriften. Haar theorieën worden dan ook door sommigen als onvoldoende wetenschappelijk onderbouwd beschouwd en haar opvoedingstips worden in twijfel getrokken.

## Boeken
Delfos begon haar publicaties in 1993 met een aantal therapeutische kinderboeken en vanaf 1996 schreef ze een aantal handboeken op het gebied van psychologie en psychopathologie, met thema's als seksualiteit (onder meer in Blijf van me af), opvoeding (in Luister je wel naar mij? en Ik heb ook wat te vertellen), autisme (in Een vreemde wereld), eetstoornissen (in De lijn kwijt) en verschillen en overeenkomsten tussen mannen en vrouwen (in De schoonheid van het verschil en Verschil mag er zijn). Haar boek Virtuele Ontwikkeling van de Jeugd is een uitgebreide weergave van de lectorale rede.
Een serie artikelen over de opvoeding van het kind, belicht vanuit de driehoek kind-ouder-leidster verscheen in het pedagogische vakblad voor de kinderopvang, KIDDO.
Delfos schrijft regelmatig boeken, zowel voor kinderen als volwassenen. 
Verschillende van haar boeken verschijnen in vertaling (Engels, Duits, Frans, Spaans en Burmees).